# 磁滞现象

Stoner–Wohlfarth模型下磁感应强度 m与磁场强度 h关系. 从原点出发的曲线称为 起始磁化曲线. 磁化饱和后的下行曲线与下方对应的反向曲线构成一个磁滞回线. 其中h_{c}值被称为矫顽力，m_{rs}值被称为剩磁

磁滞现象是指铁磁性材料（例如：鐵）在磁化和去磁过程中，铁磁质的磁化强度不仅依赖于外磁场强度，还依赖于原先磁化强度的现象。
当外加磁场施加于铁磁质时，其原子的偶极子按照外加场自行排列。即使当外加场被撤离，部分排列仍保持：此时，该材料被磁化。
一旦被磁化了，其磁性會繼續保留。要消磁的話，只要施加相反方向的磁場就可以了。這亦是硬碟的記憶運作原理。

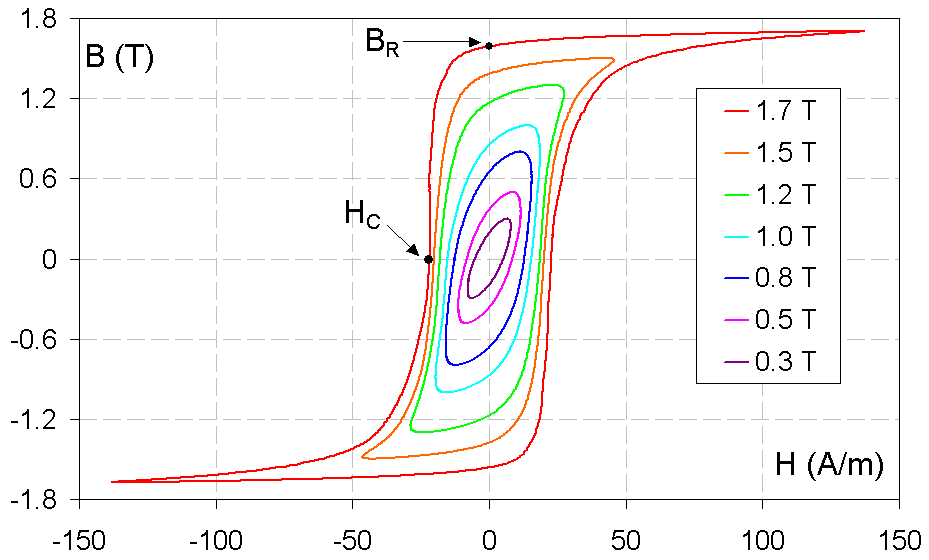
对于产生晶粒取向的电工钢的一组B-H回路（B_{R} 表示剩磁，而H_{C}为矫顽力。）

在铁磁质中，磁场强度（H）和磁感应强度（B）之间的关系是非线性的。如果在增强场强条件下，此二者关系将呈曲线上升到某点，到达此点后，即使场强H继续增加，磁感应强度B也不再增加。该情况被称为磁饱和（magnetic saturation）。
如果此时磁场线性降低，该线性关系将以另一条曲线返回到0场强的某点，该点的B将被初始曲线的磁感应强度量BR叫做剩磁感应强度或剩磁（remnant flux density） 相抵消。
如果绘制以外加磁场的全部强度的二者关系图，将为S形的回路。S的中间厚度描述了磁滞量，该量与材料的矫顽力 相关。
该现象的实际影响可为，例如，当通过磁芯的外加电流被撤离，由于残留磁场继续吸引电枢，而引起滞后从而延迟磁能的释放。

磁滞回路: 磁化向量 (M)，以磁场强度(H)为函数

对于一种特殊材料，该曲线会影响一个磁路的设计。
为了最小化该影响和减小相关的能量损失，从而采用具有低矫顽力和低迟滞损失的铁磁性物质，例如坡莫合金（铁镍合金，透磁合金）。
在很多应用中，由回路中不同点驱动产生的小的迟滞回路存在于B-H层中。接近原点的各回路有一个较大的µ（磁导率）。回路越小，其磁性形状越柔和。一个特例就是，用一个降低的交流电场去磁化任何材料。

## 應用
鐵磁體中的磁滯現象可作各種不同的應用。磁帶、硬碟和信用卡都利用了鐵磁體中的磁滯現象來作數據的儲存。在這些材料中，很顯然一個磁極代表一個比特（bit），如北極代表1而南極代表0。然而，更換該存儲器從一個到另一個，此遲滯作用要求了解已存信息，因為所需的場強在每種情況下都會不同。為了解決該問題，記錄系統首先使用帶偏移程序過速驅動整個系統到一個已知狀態。模擬電磁記錄同樣適用這種技術。不同材料要求不同的偏移量，這就是為什麼在大多數卡式錄音帶前端都有一個選擇裝置（寫保護）。